# ذا إنسايدر بالعربي
ذا إنسايدر بالعربي (ذا أنسايدر) أو The Insider (بالإنجليزية: The Insider بالعربي)‏، وهو النسخة العربية للبرنامج الترفيهي العالمي The Insider الذي يحقق متابعة عالية ونجاح كبير وهو إنتاج مشترك بين استوديوهات سي بي إس ومجموعة تلفزيون دبي من الإثنين إلى الجمعة على قناة دبي. النسخة العربية من البرنامج التليفزيوني الأمريكي The Insider، وتتولى تقديم فقرات البرنامج الجديد، الإعلامية شيمة و فيصل الزهراني ويعرض من الأحد إلى الخميس ومن الإثنين إلى السبت ,من الإثنين إلى الجمعة، فيما تعرض حلقة، ويقدم البرنامج مجموعة من الفقرات الإخبارية الفنية والترفيهية، من خلال تغطية الصناعة الترفيهية ومتابعة مستمرة لأخبار المشاهير والأفلام السينمائية، والإنتاجات التلفزيونية والموسيقية وعالم الأزياء والجوائز وتغطية المهرجانات والمناسبات الخاصة.

## حول البرنامج
برنامج تليفزيوني ترفيهي يقدم النسخة العربية من البرنامج التليفزيوني الأمريكي The Insider، حيث يستعرض أبرز الأحداث والأخبار الفنية، كما يقدم سلسلة من الحوارات مع نجوم الفن والمجتمع.

## وصلات خارجية
- الموقع الرسمي